# Luncoiu de Sus, Hunedoara
Luncoiu de Sus este un sat în comuna Luncoiu de Jos din județul Hunedoara, Transilvania, România.

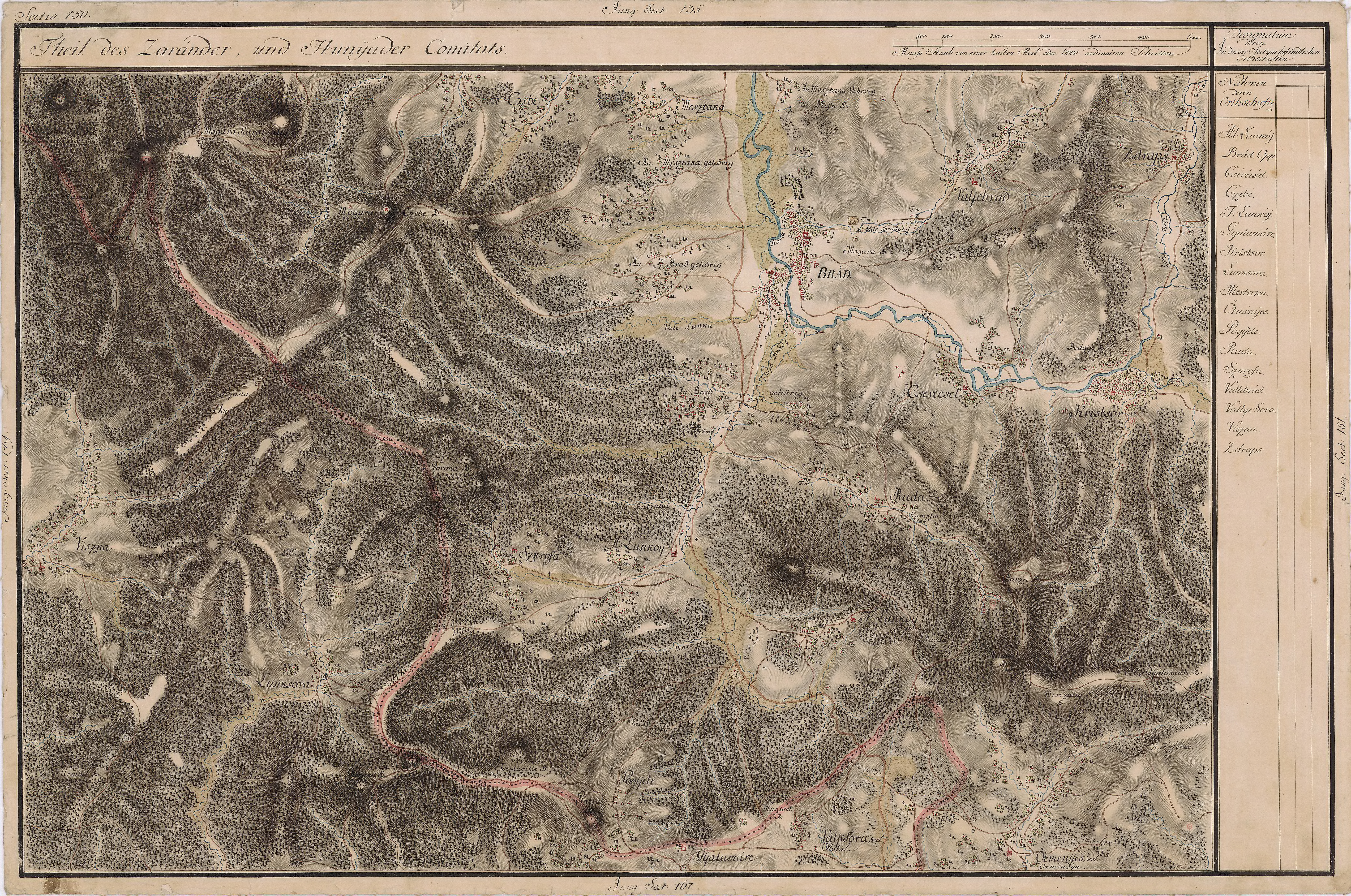
Luncoiu de Sus pe Harta Iosefină a Transilvaniei, 1769-73

## Vezi și
- Biserica de lemn din Luncoiu de Sus